# Оджик, Джино
Уэйн Джино Оджик (англ. Wayne Gino Odjick; 7 сентября 1970, Маниваки, Квебек — 15 января 2023) — канадский хоккеист, левый нападающий, тафгай. Индеец из народа алгонкинов.

## Игровая карьера
На драфте 1990 года был выбран в пятом раунде под общим 86 номером командой «Ванкувер Кэнакс».
Оджик известен своими «полицейскими» функциями — тафгай, набрав в общей сложности больше 2500 минут штрафа. В НХЛ играл с 1991 года и провёл 11 сезонов. В команде «Ванкувер Кэнакс» являлся «телохранителем» Павла Буре, который считает его лучшим другом в НХЛ. Джино Оджик назвал своего сына Буре в честь своего партнёра по команде.

## Статистика
```
                                            -- Регулярный сезон --  ---- Плей-офф ----
Сезон    Команда                     Лига    И    Г    П    О  Штр   И   Г   П   О Штр
--------------------------------------------------------------------------------------
1988-89  Laval Titan                 QMJHL  50    9   15   24  278  16   0   9   9 129
1989-90  Laval Titan                 QMJHL  51   12   26   38  280  13   6   5  11 110
1990-91  Milwaukee Admirals          IHL    17    7    3   10  102  --  --  --  --  --
1990-91  Vancouver Canucks           NHL    45    7    1    8  296   6   0   0   0  18
1991-92  Vancouver Canucks           NHL    65    4    6   10  348   4   0   0   0   6
1992-93  Vancouver Canucks           NHL    75    4   13   17  370   1   0   0   0   0
1993-94  Vancouver Canucks           NHL    76   16   13   29  271  10   0   0   0  18
1994-95  Vancouver Canucks           NHL    23    4    5    9  109   5   0   0   0  47
1995-96  Vancouver Canucks           NHL    55    3    4    7  181   6   3   1   4   6
1996-97  Vancouver Canucks           NHL    70    5    8   13  371  --  --  --  --  --
1997-98  Vancouver Canucks           NHL    35    3    2    5  181  --  --  --  --  --
1997-98  New York Islanders          NHL    13    0    0    0   31  --  --  --  --  --
1998-99  New York Islanders          NHL    23    4    3    7  133  --  --  --  --  --
1999-00  New York Islanders          NHL    46    5   10   15   90  --  --  --  --  --
1999-00  Philadelphia Flyers         NHL    13    3    1    4   10  --  --  --  --  --
2000-01  Philadelphia Flyers         NHL    17    1    3    4   28  --  --  --  --  --
2000-01  Montreal Canadiens          NHL    13    1    0    1   44  --  --  --  --  --
2001-02  Quebec Citadelles           AHL    13    2    1    3   40  --  --  --  --  --
2001-02  Montreal Canadiens          NHL    36    4    4    8  104  12   1   0   1  47
--------------------------------------------------------------------------------------
         Всего в НХЛ                       605   64   73  137 2567  44   4   1   5 142
```